# Macadam

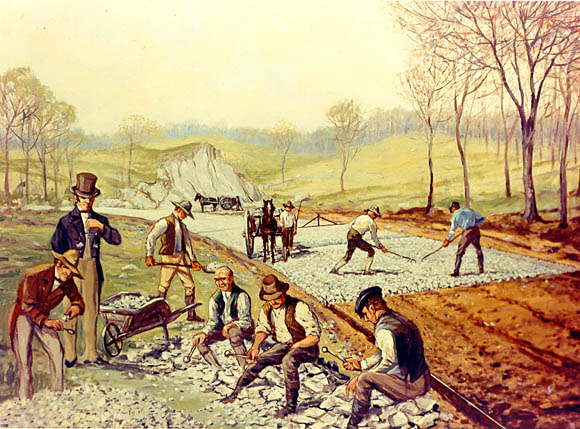
Aanleg van een macadamweg in de Verenigde Staten in de jaren 1820

Macadam is een type zeer open wegverharding in de eerste decennia van de 19e eeuw ontwikkeld door de Schot John McAdam (1756 - 1836). Het is opgebouwd uit drie verschillende steenslaglagen: de basis wordt gevormd door grof steenslag dat voor de stabiliteit zorgt. Dit wordt afgestrooid door het inwalsen van twee kleinere maten grind.
Dit type wegdek is door de vele holle ruimtes en het ontbreken van bindmiddel (teer of bitumen) erg gevoelig voor spoorvorming. Daarnaast zorgt het ontbreken van bindmiddel ervoor dat steenslag en grind makkelijk kan opspatten, hetgeen zowel slecht is voor de kwaliteit van het wegdek (materiaalverlies) als voor de voertuigen die van deze wegen gebruikmaken. Om deze redenen wordt dit type wegverharding sinds de opkomst van gemotoriseerd verkeer nauwelijks meer toegepast. In verschillende landen kan men echter nog steeds macadamwegen aantreffen, vooral in dunbevolkte gebieden en in ontwikkelingslanden.

## Tarmac
Een variant op het hierboven beschreven 'watergebonden' macadam is 'teergebonden macadam' (tar macadam of verkort tarmac). Tarmac is ontwikkeld door de Engelsman Edgar Purnell Hooley om de nadelen van het ongebonden macadam te ondervangen. Dit procedé is gebaseerd op innovaties gedurende de negentiende eeuw om met behulp van teer het macadam te binden en zodoende stofvorming en rafeling (verlies van steenslag en grind) van de wegverharding tegen te gaan. Het door Hooley in 1901 gepatenteerde tarmac-procedé hield in dat mineraal aggregaat vooraf werd gemengd met teer en daarna door middel van walsen werd verdicht. Hiermee is het tarmac een voorloper van tegenwoordig veel toegepaste asfaltverhardingen als asfaltbeton en steenmastiekasfalt.
De term tarmac wordt in het Engels nog steeds gebruikt als algemene benaming voor asfalt-achtige wegverhardingen.

## Tarmac en luchtvaart
Het is onduidelijk of de (en het) tarmac in België tot de standaardtaal behoort, maar het wordt in Vlaanderen veelvuldig gebruikt in de betekenis van platform op een luchthaven. Standaardtaal in het hele Nederlandse taalgebied is platform, start- en landingsbaan. In de luchtvaart is het tarmac het oppervlak voor het parkeren van vliegtuigen, om passagiers te laten in- en uitstappen, vracht te laden en lossen, brandstof in te nemen enzovoort.
Naast apron en ramp wordt ook tarmac erkend als officiële Engelse benaming voor platform. In de Verenigde Staten wordt officieel apron of ramp gebruikt.